# Даніель Ревеню
Даніель Ревеню (фр. Daniel Revenu, 5 грудня 1942, Іссуден, Франція — 3 січня 2024) — французький фехтувальник на рапірах, олімпійський чемпіон (1968 рік) та п'ятиразовий бронзовий призер (двічі 1964 рік, 1968, 1972, 1976 роки) Олімпійських ігор.

## Виступи на Олімпіадах
| Олімпіада     | Дисципліна           | Місце     |
| ------------- | -------------------- | --------- |
| Токіо 1964    | індивідуальна рапіра | 3         |
| Токіо 1964    | командна рапіра      | 3         |
| Мехіко 1968   | індивідуальна рапіра | 3         |
| Мехіко 1968   | командна рапіра      | 1         |
| Мюнхен 1972   | індивідуальна рапіра | 5 p1 r4/5 |
| Мюнхен 1972   | командна рапіра      | 3         |
| Монреаль 1976 | командна рапіра      | 3         |